# I (glagoljsko slovo)
I (stsl. i) je naziv za slovo glagoljice i stare ćirilice. 
Koristilo se za zapis glasa /i/, te u glagoljici i ćirilici kao broj 20.
Standard Unicode i HTML ovako predstavljaju slovo i u glagoljici:
|                | Unikod | Unikod                      | HTML     | HTML | izgled ovisi o pregledniku | poveznice (engl.)                |
| k. točka       | naziv  | kod                         | entitet  |      | izgled ovisi o pregledniku | poveznice (engl.)                |
| -------------- | ------ | --------------------------- | -------- | ---- | -------------------------- | -------------------------------- |
| veliko slovo i | U+2C0B | GLAGOLITIC CAPITAL LETTER I | &#x2C0B; | nema | Ⰻ                          | detaljni podaci test preglednika |
| malo slovo i   | U+2C3B | GLAGOLITIC SMALL LETTER I   | &#x2C3B; | nema | ⰻ                          | detaljni podaci test preglednika |

## Vanjske poveznice
- Definicija glagoljice u standardu Unicode (PDF) (eng.)
- Stranica R. M. Cleminsona, s koje se može instalirati font Dilyana koji sadrži glagoljicu po standardu Unicode (eng.)